# Islandská národní galerie
Islandská národní galerie (islandsky Listasafn Íslands) v Reykjavíku je státní sbírka islandského umění. Byla založena roku 1884 v Kodani, jejím iniciátorem byl Björn Bjarnarson. Sbírky sestávaly z uměleckých děl darovaných především dánskými umělci. Muzeum zůstalo nezávislou institucí do roku 1916, kdy je islandský parlament začlenil do Muzea národního dědictví. V letech 1885 až 1950 byly sbírky vystaveny přímo v budově islandského parlamentu Alþingishúsið. Pak byly přeneseny do budovy Islandského národního muzea, a roku 1961 se osamostatnily. Roku 1987 se přesunuly na své současné místo, do budovy bývalých mrazíren, jejímž architektem byl Guðjón Samúelsson.